# Sphegina latifrons
Sphegina latifrons är en tvåvingeart som beskrevs av Egger 1865. Sphegina latifrons ingår i släktet midjeblomflugor, och familjen blomflugor.
Artens utbredningsområde är Österrike. Inga underarter finns listade i Catalogue of Life.